# Fidel Caesar
Fidel Caesar Alonso (sinh ngày 28 tháng 6 năm 1984) là một cầu thủ bóng đá người Panama hiện tại thi đấu cho Club Independiente de La Chorrera (C.A.I) ở Liga Panameña de Futbol.